# Piotr Moll
Piotr Jan Moll (ur. 27 maja 1950 w Łodzi) – polski urzędnik państwowy, wicewojewoda bielski (1990–1994).

## Życiorys
W 1974 ukończył studia na Politechnice Śląskiej w Gliwicach, następnie pracował w przedsiębiorstwie „Bielska Dzianina” oraz jako wicedyrektor spółki „Weldoro”. W 1990 objął obowiązki wicewojewody bielskiego z ramienia „Solidarności”. Był współtwórcą Agencji Rozwoju Regionalnego SA w Bielsku-Białej. W okresie rządu Jerzego Buzka pełnił obowiązki dyrektora generalnego Urzędu Wojewódzkiego w Bielsku-Białej.
Był prezesem Akcji Katolickiej Diecezji Bielsko-Żywieckiej, później pozostał w zarządzie tej organizacji.